# Ерёменко, Константин Владимирович
Константин Владимирович Ерёменко (1918 год, село Джасай — 1993 год) — директор Каиндинской МТС Адамовского района Чкаловской области. Герой Социалистического Труда (1957).

## Биография
Родился в 1918 году в крестьянской семье в селе Джасай.
После окончания школы трудился слесарем на МТС, затем — председатель колхоза «По стопам Ленина», главный агроном, директор Каиндинской МТС Адамовского района. Без отрыва от производства получил высшее образование.
Будучи директором Каиндинской МТС, руководил освоением целинных земель Оренбуржья. За короткое время Каиндиская МТС освоила 25 тысяч гектаров целины. В 1956 году колхозы, на которых работала техника МТС, сдали государству 2 миллиона 700 тысяч пудов зерновых. Указом Президиума Верховного Совета СССР от 11 января 1957 года «за особые заслуги в освоении целинных и залежных земель, успешное проведение уборки урожая и хлебозаготовок в 1956 году» удостоен звания Героя Социалистического Труда с вручением ордена Ленина и золотой медали «Серп и Молот».
С марта 1957 года — директор целинного совхоза «Советская Россия», организованного на базе Каиндинской МТС и колхозов «Путь к социализму», «Энбекши» и «Кусем» Адамовского района. В последующие годы — директор совхоза «Шильдинский» Адамовского района.
В 1973 году вышел на пенсию. Скончался в 1993 году.